# Buzz (canal de televisión)
Buzz fue un canal de televisión por suscripción español producido por AMC Networks International Iberia. Su programación se centraba en contenidos de terror, tanto en series como en películas actuales y antiguas de dicho género
Contaba con otra señal, Buzz Negro, que era la señal tradicional. Esta cesaba dejando a Buzz Rojo como única señal, emitiendo desde las 8:00 hasta las 00:00, cuando dejaba paso a Canal 18, con el que compartía canal hasta septiembre de 2013 cuando finalizan sus emisiones, desde esa fecha deja paso a Dorcel TV. A partir de 1 de febrero de 2003, el canal fue operado por Pramer, la distribución del canal. Hasta su contrato con la empresa en 2009.

## Historia
El canal Buzz inició sus emisiones en noviembre de 1997, como un bloque nocturno de cuatro horas y media de duración en el mismo dial que el desaparecido canal temático de animación infantil Club Súper 3. Buzz sustituía al bloque Club Colega del Club Super3, destinado a mayores de 12 años, que emitía entre las 21 h y las 6 h series de anime y otras como Star Trek. Inicialmente, Buzz era un canal dirigido a jóvenes de entre 16 y 30 años, con una programación de series, películas y magacines juveniles, y actualidad musical y deportiva. En octubre de 2004, el canal Buzz pasó a un dial propio con una programación de 18 horas diarias, que el 1 de enero de 2005 se extendió a veinticuatro horas. Desde el lanzamiento del canal hasta febrero de 2008, el anime destacó mucho en la programación del canal, complementado con una gran diversidad de programación para público juvenil.
Inicialmente, el canal se podía visualizar en la plataforma de televisión de pago por satélite Vía Digital, en redes de cable, y también pasó por Quiero TV, compañía la cual duró muy poco. Cuando se produjo la fusión de Vía Digital y Canal Satélite Digital en el verano de 2003 y los responsables de esta última vieron que los canales de Mediapark no encajarían para la resultante Digital+, Canal Satélite Digital pagó una indemnización de 65 millones de euros a Mediapark por incumplir el contrato vigente que la productora catalana ya tenía con Vía Digital y, finalmente, para que se dejaran de emitir los canales de este. Sin embargo, este acuerdo en agosto de 2003 fue fruto de unas negociaciones muy intensas entre Sogecable y Mediapark, pero que mientras tanto, los canales de la productora se continuaron viendo en Digital+ hasta septiembre, el mes en que el acuerdo se produciría de forma inminente.
Desde febrero de 2008, el canal vio modificada muy sustancialmente la parrilla de programación, en buena parte debido a que la audiencia del anime en televisión se había visto reducida significativamente en los meses anteriores al cambio de programación, habiendo experimentado la cuota de pantalla de Buzz un brusco descenso desde un máximo en agosto de 2006 de un 0,037% hasta un mínimo de un 0,009% en junio de 2007, posiblemente debido al aumento del consumo de animación japonesa a través de Internet. Otro factor importante para la redefinición de su parrilla de programación pudo ser la aparición en el mercado español de televisión de pago del canal Animax producido por Sony Entertainment Television, ya presente en muchos países del mundo, que incrementaba la competencia en este ya reducido nicho de mercado televisivo.
La parrilla diaria de Buzz, incluye desde entonces mucha menos programación de anime, que se ha visto relegado a franjas de horarias distintas del prime time e incluye más programación de deporte extremo, los programas de reality show, series de ficción y cine de terror.
La reacción del público seguidor de la animación japonesa y de los otakus se hizo sentir a través de los foros de la página web del Canal Buzz, decepcionados por entre otras cosas porque el canal preguntó en su página web: ¿Qué es lo que más te atrae del canal? con el resultado de que una mayoría de usuarios de la web votaron a favor del anime. El cambio de programación se hizo coincidir con un cambio en la identidad gráfica del canal y de su página web.

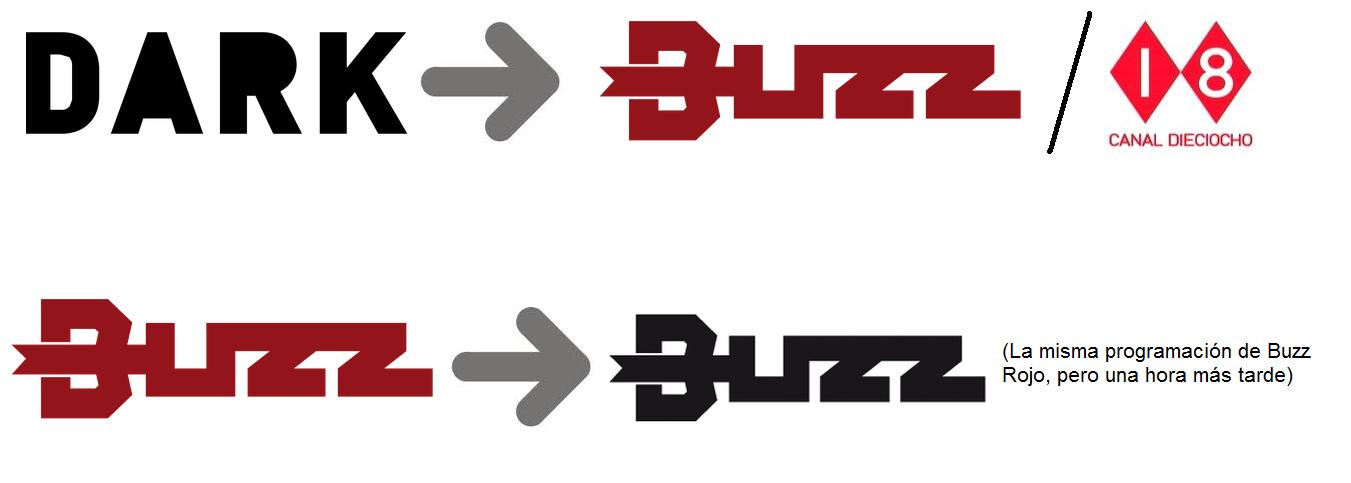
Representación en forma de imagen de los cambios que ocurrieron en 2009 con los cambios de los canales Buzz y Dark, para que se entienda mejor. Incluye los logos de los canales en reducido tamaño.

Todo este proceso de reorientación del canal provocó el 1 de julio de 2009, la unión de Buzz con otro canal de la productora Dark, con el que compartía diversos contenidos. Esto provocó la creación de dos canales: Buzz Negro, que era la versión clásica de Buzz que ya estaba presente en muchos operadores, y Buzz Rojo, la versión del canal anterior pero con una hora de adelanto para sustituir a Dark/Canal 18, y así ofrecer una programación desde las 8:00 hasta las 00:00 cuando se deja paso al Canal 18. Los contenidos de Anime que no tuvieron cabida en Buzz, pasaron a formar el canal en línea gratuito Vitanime, exceptuando algunos contenidos de hentai. Este canal cerró el 1 de enero de 2011.
Unos días después, Vitanime, igualmente que hizo con los foros de la web para comunicar su futura desaparición, el 14 de diciembre expresó en un mensaje que estaban renegociando las licencias para poder ofrecer también anime en Buzz, aunque no se podía confirmar nada aún. De todas formas, posteriormente ni en Buzz Rojo ni en Buzz Negro se produjeron cambios a favor de la emisión de contenidos del género del anime.
El 1 de febrero de 2011 y tras la adquisición de Teuve por Chello Multicanal meses antes, Buzz Negro cesa sus emisiones y es sustituido por Crimen & Investigación (España). Su cese de emisiones, formado por un bucle del canal y una transición rápida a negro para conectar con el nuevo canal, se puede ver aquí.
A partir del 31 de octubre de 2016 AMC Networks convierte el canal en Dark, dando paso a programación integra de terror con series y cine de todos los subgéneros del terror: Slasher, comedias de terror, cine fantástico, horror psicológico, anime, etc.

## Programación
Buzz dedica cada día su programación a series y películas de terror, desde las 09.30 hasta las 00.00, hora en que deja paso a Dorcel TV.

## Imagen corporativa

### El primer logotipo
Buzz empezó sus emisiones en 1997 con un logo que tenía escrita la palabra Buzz en blanco, de la cual cada letra tenía una sombra diferente (apuntando hacia un lado, con una profundidad concreta, etc). La palabra estaba superpuesta en un óvalo de color naranja más pequeño que la palabra.

### El segundo logotipo
Hubo un cambio radical el 8 de junio de 2005 en el "branding" de Buzz. Con la intención de dar una imagen perfecta para jóvenes-adolescentes, el mundo urbano y con un toque de grafiti, este logo tiene las letras redondeadas y tiene el mismo fondo naranja pero con una forma no muy definida que simula ser el contorno de las letras. Se le añade al margen superior derecho una especie de pequeña nube naranja que sigue el estilo de diseño del logotipo.

### El tercer logotipo
Desde el 4 de febrero de 2008 hasta el 1 de julio de 2009, su logotipo fue cambiado. Ahora el fondo naranja se pasa a un tono negro, manteniendo las letras con el mismo color, pero la nube fue removida. El motivo de esto es porque Teuve aposto a Buzz en hacer un cambio radical, en emitir series, documentales y cine de Terror, aunque seguía emitiendo anime y hentai.

### El cuarto y último logotipo
Durante el 1 de julio de 2009 hasta el 31 de octubre de 2016 se produce la segunda modificación en el logo del canal. Diseñado para un canal joven que anteriormente cambió de rumbo en cuanto a su programación, centrándose en el cine de terror y algunos contenidos extranjeros, Buzz apuesta por una imagen extrema hasta el treinta y uno de octubre de 2016, fecha en que fue reemplazado por Dark, más acorde con su personalidad y el público al que va dirigido, "que buscan continuamente la novedad y lo alternativo huyendo de lo convencional".